# Guillermo Fernández Hierro
Guillermo Fernández Hierro (Bilbao, Vizcaya, 23 de mayo de 1993) es un futbolista español que juega como delantero en el NorthEast United de la Superliga de India.

## Trayectoria
Inició su carrera futbolística durante su infancia en la escuela Etorkizun Futbol Eskola. En el año 2003, en categoría alevín, se unió a la cantera de fútbol base del Athletic Club. El 21 de marzo de 2010 debutó, en Segunda División B, con el Bilbao Athletic. En la temporada 2012-13 fue el máximo goleador del filial, siendo llamado por Marcelo Bielsa en una ocasión sin llegar a debutar.
Sus cifras goleadoras mejoraron en la siguiente campaña, por lo que Ernesto Valverde decidió darle una oportunidad en el primer equipo. Debutó con el Athletic Club, el 9 de noviembre, frente al Levante U. D. (2-1) como titular en San Mamés. A pesar de su debut, continuó jugando con el filial habitualmente. El 23 de febrero de 2014 marcó su primer gol oficial con el primer equipo, contra el Real Betis (0-2), solo 60 segundos después de entrar al campo y en su tercer partido oficial. El 17 de septiembre de 2014 debutó en la Liga de Campeones contra el F. C. Shakhtar Donetsk, al sustituir en el minuto 77 a Aritz Aduriz. El 21 de octubre marcó al F. C. Oporto en el Estadio do Dragão, siendo su primer gol en la máxima competición continental.
En agosto de 2015 fue cedido por una temporada al Club Deportivo Leganés. Con el equipo madrileño consiguió el ascenso a Primera División. El 17 de agosto de 2016 fue traspasado al Elche Club de Fútbol de la Segunda División. Firmó por dos temporadas y el Athletic Club se reservó la opción de recuperar al jugador al término de cada una de las campañas. A pesar de ser el segundo máximo goleador del equipo, tras Nino, no pudo evitar el descenso a Segunda División B.
El 27 de junio de 2017 se anunció su fichaje, por tres temporadas, por el C. D. Numancia. El 10 de enero de 2018 logró un doblete en el Estadio Santiago Bernabéu, en la vuelta de los octavos de final de Copa, ante el Real Madrid (2-2). Acabó la temporada con once goles, máximo goleador del equipo soriano. Después de dos años y medio en el equipo soriano, firmó por el Racing de Santander en enero de 2020.
En septiembre de 2020 se incorporó al Burgos C. F. como agente libre. Del mismo modo llegó al Gimnàstic de Tarragona, en agosto de 2022, tras dos años en Burgos en los que logró un ascenso a Segunda División en el primero de ellos.
El 14 de julio de 2023 se anunció su incorporación a la Cultural y Deportiva Leonesa para disputar la temporada 2023-24 en Primera Federación. En ella marcó cuatro tantos en 32 partidos y en julio del año siguiente optó por marcharse a la India y fichar por el NorthEast United.

## Clubes
| Club                         | País   | Año       | Partidos | Goles |
| ---------------------------- | ------ | --------- | -------- | ----- |
| Bilbao Athletic              | España | 2010-2014 | 108      | 30    |
| Athletic Club                | España | 2013-2015 | 28       | 2     |
| C. D. Leganés                | España | 2015-2016 | 27       | 6     |
| Elche C. F.                  | España | 2016-2017 | 38       | 7     |
| C. D. Numancia               | España | 2017-2020 | 92       | 19    |
| Racing de Santander          | España | 2020      | 13       | 3     |
| Burgos C. F.                 | España | 2020-2022 | 58       | 10    |
| Gimnàstic de Tarragona       | España | 2022-2023 | 39       | 9     |
| Cultural y Deportiva Leonesa | España | 2023-2024 | 32       | 4     |
| NorthEast United             | India  | 2024-     |          |       |